# Catamenia
Catamenia is een geslacht van zangvogels uit de familie Thraupidae (tangaren).

## Soorten
Het geslacht kent de volgende soorten:
- Catamenia analis  – Witstaartcatamenia
- Catamenia homochroa  – Páramocatamenia
- Catamenia inornata  – Bruingrijze catamenia